# IT als Dienstleistung
IT als Dienstleistung auch als  IT als Service (ITaaS) bezeichnet, ist ein operatives Modell, bei dem der Anbieter von Informationstechnologie (IT) einen IT-Service für ein Unternehmen bereitstellt. Der IT-Dienstleister kann entweder eine interne IT-Organisation oder ein externer IT-Dienstleistungsanbieter sein. Die Empfänger von ITaaS können eine Geschäftsbereichsorganisation (Line of Business, LOB) innerhalb eines Unternehmens oder ein kleines und mittleres Unternehmen (KMU) sein. Die Informationstechnologie wird typischerweise als Managed Service mit einem klar definierten IT-Servicekatalog und zugehörigen Preisen für jeden Katalogartikel bereitgestellt. Im Kern ist ITaaS ein wettbewerbsorientiertes Geschäftsmodell, bei dem Unternehmen viele Optionen für IT-Dienstleistungen haben und die interne IT-Organisation gegen diese externen Optionen konkurrieren muss, um als ausgewählter IT-Dienstleister für das Unternehmen zu fungieren. Zu den Alternativen zur internen IT-Organisation können IT-Outsourcing-Unternehmen und Public-Cloud-Anbieter gehören.
Bei einem ITaaS-Modell legt der IT-Dienstleister großen Wert auf die Bedürfnisse und die vom Unternehmen geforderten Ergebnisse, um die Mitarbeiterproduktivität zu verbessern und sowohl die Umsatzentwicklung als auch die Rentabilität zu steigern. Solche Dienstleistungen haben einen tiefen Branchenfokus, um branchenspezifische Anwendungsfälle vollständig zu ermöglichen. Zu den Vorteilen für das Unternehmen, die durch die Nutzung des ITaaS-Modells angestrebt werden, gehören die Standardisierung und Vereinfachung der von der IT bereitgestellten Produkte, verbesserte finanzielle Transparenz und eine direktere Zuordnung von Kosten zum Verbrauch sowie eine erhöhte betriebliche Effizienz der IT, die sich aus der Notwendigkeit ergibt, die Preise intern erstellter Produkte mit denen externer Anbieter zu vergleichen. Es wird auch angenommen, dass die Umwandlung einer internen IT-Organisation vom Betrieb als Kostenstelle zu einem ITaaS-Modell zu einer verbesserten Geschäftsagilität für das Unternehmen als Ganzes führt. Moderne Implementierungen von ITaaS können dazu beitragen, die allgemeine Systemstabilität zu verbessern und gleichzeitig die Anwendungsleistung zu steigern, was zu einer erhöhten Mitarbeiterproduktivität und -zufriedenheit führt.

## Kein Cloud-Service-Modell
Laut The NIST Definition of Cloud Computing, gibt es drei Servicemodelle, die mit Cloud Computing verbunden sind: Infrastructure as a Service (IaaS), Platform as a Service (PaaS) und Software as a Service (SaaS). Das Konzept von ITaaS als Betriebsmodell ist nicht auf Cloud Computing beschränkt oder davon abhängig. Mehrere Befürworter von ITaaS als Betriebsmodell bestehen darauf, dass die Fähigkeit einer IT-Organisation, ITaaS bereitzustellen, durch zugrundeliegende Technologiemodelle wie IaaS, PaaS und SaaS ermöglicht wird. Zu den Anbietern, die Befürworter des Konzepts von ITaaS als Betriebsmodell sind, gehören EMC, Citrix, und VMware.
ITaaS ist keine technologische Verschiebung – wie etwa eine verstärkte Nutzung der Virtualisierung. Vielmehr handelt es sich um eine operative und organisatorische Umstellung, um IT wie ein Unternehmen zu führen und die IT-Produktion für den geschäftlichen Verbrauch zu optimieren. IT-Organisationen, die ITaaS einführen, werden höchstwahrscheinlich die Best Practices für IT-Servicemanagement anwenden, wie sie in ITIL definiert sind.

## Transformation zu IT als Service
Mehrere Anbieter, die Befürworter von ITaaS sind, beschreiben den Übergang einer IT-Organisation zum ITaaS-Modell als eine Reise, die die Einführung solcher Modelle umfasst wie:
- Neue Technologiemodelle, die auf der Nutzung von privaten, öffentlichen und hybriden Clouds basieren; Einsatz von Kontrollen, Vertrauen und Compliance über den gesamten Stack hinweg; Einführung von Infrastrukturstandardisierung und Automatisierung, wo immer möglich.
- Neue Konsummodelle, die Selbstbedienungskataloge nutzen, die sowohl interne als auch externe Dienste anbieten; Bereitstellung von IT-Finanztransparenz für Kosten und Preise; Angebot von konsumerisierter IT – wie Bring your own device (BYOD) – um den Bedürfnissen der Benutzer gerecht zu werden. All dies vereinfacht und fördert den Konsum von Dienstleistungen.
- Neue Betriebsmodelle, die eine überarbeitete Organisation mit neuen geschäftlichen und technischen Fähigkeiten und Rollen implizieren; Schaffung von horizontaleren, serviceorientierten Prozessen; explizite Ausrichtung der IT an den Geschäftsbereichen.
- Geschäftsgetriebene IT-Lösungen werden als wiederholbare Geschäftsaktivität mit einem bestimmten Ergebnis dargestellt, wobei der Service als eigenständige logische Einheit fungiert, aus anderen Services zusammengesetzt sein kann (Choreographie) und für typische Verbraucher im Allgemeinen eine „Black Box“ ist, während er für die Führungsebene hochgradig transparent ist.
- Kann Dienstleistungen wie einen teilzeitlichen CIO für das Unternehmen umfassen, wobei die Treuepflicht gegenüber dem Kunden besteht.

Erfolgreiche ITaaS-Implementierungen betonen häufig die Schaffung flexibler, leistungsstarker Dienste, die es Unternehmen ermöglichen, hochmoderne Technologien wie KI für rationalisierte Abläufe zu integrieren, wodurch sie wettbewerbsfähig bleiben und gleichzeitig die Effizienz über mehrere Plattformen hinweg verbessern können.